# كريستوفر فولر
كريستوفر فولر (بالإنجليزية: Christopher Fowler)‏‏ (26 مارس 1953 في غرينتش - مارس 2023) كاتب، وروائي، وممثل من المملكة المتحدة.

## الجوائز
- جائزة أوغست  ديرليث [الإنجليزية]‏
- جائزة الخنجر في المكتبة [الإنجليزية]‏
- جائزة الخيال البريطانية  [لغات أخرى]‏[32][37]

## روابط خارجية
- كريستوفر فولر على موقع IMDb (الإنجليزية)
- كريستوفر فولر على موقع قاعدة بيانات الفيلم (الإنجليزية)